# Eustoquio Díaz Vélez
Eustoquio Antonio Díaz Vélez (Buenos Aires, 2 novembre 1782 – Buenos Aires, 1º aprile 1856) è stato un militare argentino che ha combattuto nelle invasioni britanniche del Río de la Plata, ha partecipato alla Rivoluzione di Maggio e ha combattuto nella guerra d'indipendenza argentina e nelle guerre civili argentine.